# オレンジヒキガエル
オレンジヒキガエル（Bufo periglenes）は、両生綱無尾目ヒキガエル科ヒキガエル属に分類されるカエル。絶滅種。別名オスアカヒキガエル。

## 分布
コスタリカ（ティララン山系）固有種

## 形態
オス4.1-4.8センチメートル、メス4.7-5.4センチメートル。背面にはあまり発達しない隆起があり、隆起には黒く小さい刺がある。体側面には隆起がない。
外鼻孔から眼にかけてと、上瞼の内側、鼓膜背面に骨質の隆起がある。鼓膜は皮下にあり露出しない。耳腺は眼とほぼ同じ大きさであまり隆起しない。鳴嚢がない。四肢は長い。後肢の趾基部の間にはあまり発達しない水かきがある。
オスは背面の体色が赤や橙色。腹面の体色は淡橙色で、不明瞭な橙色や褐色の斑紋が入る。メスは背面の体色が黒褐色や黄褐色で、黄色い縁取りのある赤い斑点が入る。腹面の体色は黄緑色や淡黄色で、黒や赤の斑紋が入る個体が多い。
卵は大型で、卵黄も大型。幼生は全長1.5センチメートルで、体色は黒褐色。変態直後の幼体は背面の体色が濃褐色、腹面の体色が黒で全身に青白色の斑紋が入る。

## 生態
標高1,590メートル周辺にある常緑広葉樹からなる雲霧林に生息していた。地表棲で、繁殖期にしか発見されなかったことから地中に潜って生活していたと考えられている。
食性は動物食で、昆虫、無脊椎動物を食べていたと考えられている。幼生は変態するまで食物を摂らないこともあったと考えられている。
繁殖形態は卵生。3-5月に降雨後にできた池に200-300個の卵を産んでいた。幼生は6月に変態して幼体になる。

## 人間との関係
1987年には1,500匹以上の個体と繁殖が確認されたが、1988-1989年に11匹が確認されて以降の発見例がないため絶滅したと考えられている。絶滅の原因は不明だが生息地が長さ8キロメートル、幅0.5キロメートルと極めて限定的ながらモンテベルデ自然保護区に指定され開発や水質汚染が影響しなかったため、旱魃が原因だと考えられている。